# Anagni
Anagni è un comune italiano di 20 608 abitanti della provincia di Frosinone nel Lazio.
È nota come la città dei papi, per aver dato i natali a diversi pontefici (Gregorio IX, Alessandro IV, Bonifacio VIII) e per essere stata a lungo residenza e sede papale. In particolare il nome di Anagni è legato alle vicende di papa Bonifacio VIII e all'episodio noto come lo "schiaffo di Anagni", avvenuto nei locali adiacenti alla Cattedrale di Anagni, il 7 settembre 1303.

## Geografia fisica
Anagni è situata su un colle nella media valle Latina (o valle del Sacco), a 424 metri sul livello del mare, nel Lazio sud-orientale. Con i suoi 113 km² di estensione, Anagni è il secondo comune più grande della provincia, nonché uno dei maggiori per popolazione, la città è anche a capo di uno dei 4 settori statistici e amministrativi in cui dal 2003 è divisa la provincia di Frosinone.
Il territorio comunale attraversa interamente la Valle del Sacco, dai Monti Ernici, dove tocca il suo punto più alto con i 900 metri s.l.m. del Monte Porciano, fino alle pendici dei Monti Lepini.
Lungo la zona pianeggiante si sviluppa il grande comprensorio industriale cittadino, che occupa interamente la pianura, fatta eccezione per la riserva boschiva denominata “Macchia di Anagni”, che si estende per poche centinaia di ettari e lambisce anche i territori dei comuni di Ferentino, Sgurgola e Morolo.

## Storia
Anagni, l'antica Anagnia capitale degli Ernici, si erge su una collina tra i monti Ernici e la Valle del Sacco.
La leggenda la annovera tra le "città saturnie", le cinque città laziali fondate dal dio Saturno (Anagni, Alatri, Arpino, Atina e Ferentino, quest'ultima detta anche Antino).
Sottomessa dai Romani nel 306 a.C., fu governata da un prefetto e divenne in seguito municipio. Il generale e console romano (69 d.C.) Fabio Valente nacque ad Anagni nel 35 d.C., membro di una importante famiglia equestre della città; fu amico intimo dell'imperatore Nerone e comandante della legio I Germanica; durante l'"anno dei quattro imperatori" fu comandante delle truppe di Vitellio.
Nel 1160, durante le lotte tra papa Alessandro III e Federico Barbarossa, ad Anagni venne pronunciata la scomunica contro l'imperatore e contro l'antipapa Vittore IV.
Fu libero comune e nel XIII secolo cadde sotto la signoria dei Caetani. In questo periodo visse una fase di straordinario splendore, arrivando a contare circa 50 000 abitanti, dando alla Chiesa ben quattro papi e divenendo residenza pontificia, tanto da meritare l'appellativo di "Città dei Papi" (Innocenzo III, Alessandro IV, Gregorio IX e Bonifacio VIII).
La città fu teatro delle lotte tra i Colonna, il re di Francia Filippo il Bello e papa Bonifacio VIII, che venne fatto prigioniero negli ambienti vescovili della Cattedrale di Santa Maria (Anagni), dove subì il celebre episodio dello "schiaffo di Anagni". In seguito al ritorno dei papi a Roma la città subì un forte declino e tornò a contare a distanza di pochi anni circa 2 700 abitanti; durante questo periodo fu retta da duchi nominati dalla chiesa.
Nel 1798, prese parte ai movimenti giacobini che portarono alla Repubblica romana. La città fu capoluogo del dipartimento del Circeo della Repubblica Romana e pertanto dotata di un tribunale di censura. Dopo l'occupazione francese del Lazio e la nascita del dipartimento di Roma (1805), annesso all'impero napoleonico, Anagni ospitò un contingente di Carabinieri imperiali. Nel 1848-1849 la città fu sede del quartier generale della I divisione dell'esercito della seconda Repubblica romana.

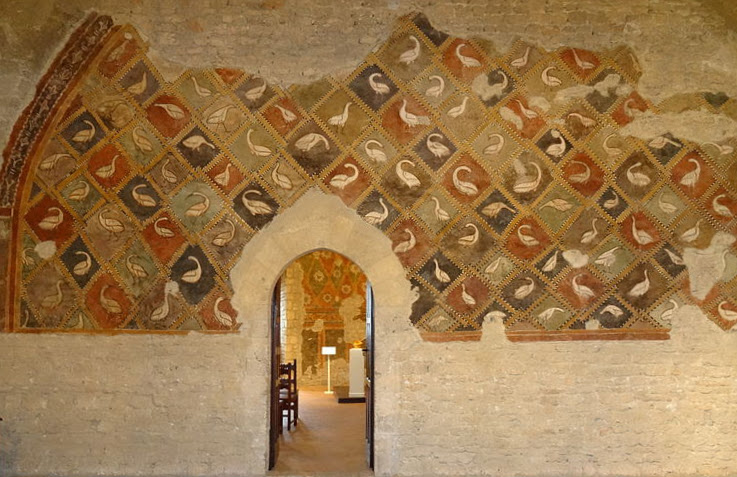
Sala delle Oche - Palazzo Papale

Durante la seconda guerra mondiale fu sede del Comando del Gruppo d'armate Sud guidato dal Principe Umberto II di Savoia.
Negli anni sessanta del XX secolo si verificò un boom economico; con il passaggio dell'autostrada si ebbe l'apertura di numerose industrie è la città si trasformò in un importante centro commerciale ed industriale.

### Simboli
Lo stemma della Città di Anagni risulta costituito fin dal XII secolo dall'aquila sul leone rampante. Lo stemma è arricchito dalle chiavi decussate in riferimento alla sua qualità di sede papale nel medioevo e integrato dal motto "HERNICA SAXA COLUNT QUOS DIVES ANAGNIA PASCIT". Al di sopra delle chiavi decussate è presente una piccola croce e la sigla SPQA, che si riferisce alla sua qualità di municipio romano. Il tutto è sormontato da una corona dorata, simile a quella di Roma, che sta ad indicare lo status di città, titolo del quale Anagni si fregia fin dal medioevo.

## Monumenti e luoghi d'interesse

### Architetture religiose
Cattedrale di Santa Maria

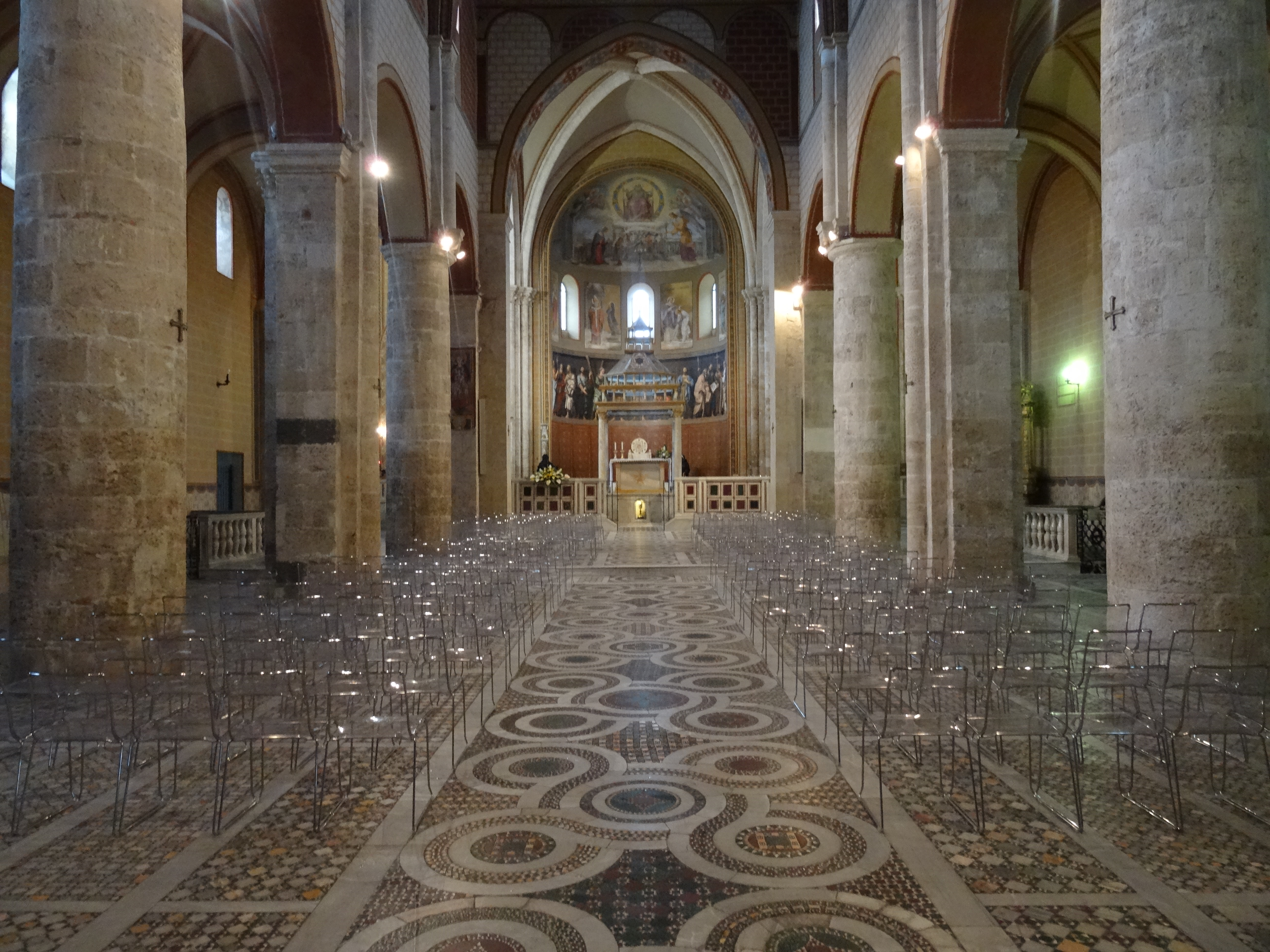
La Cattedrale

Il duomo di Anagni sorge sulla sommità dell'acropoli ed è il risultato di differenti fasi di costruzione. Allo stile romanico (1072 - 1104) si è aggiunto, intorno alla metà del XIII secolo, lo stile gotico. Su una delle pareti esterne è situata una statua di papa Bonifacio VIII.
Nel 1160, Alessandro III vi pronunciò la scomunica inferta al Barbarossa e vi fu eletto papa Innocenzo IV. L'interno è prevalentemente gotico, e conserva un pavimento in stile cosmatesco, la Cappella Caetani con un grande sepolcro. La cripta conserva un ciclo di affreschi (1104 - 1255), che raffigurano scene dell'Antico e Nuovo Testamento. La cattedrale ospita inoltre il reliquiario di san Tommaso Becket.
Badia di Santa Maria della Gloria
Il monastero fu attivo nel XIII secolo: realizzato per volere del cardinale Ugolino di Anagni (poi papa con il nome di Gregorio IX) fu tra le principali abbazie del soppresso ordine dei florensi ma, perduta la protezione papale, divenne inattiva già sotto il pontificato di papa Bonifacio VIII. La badia è attualmente soggetta a restauro.
- Chiesa di Sant'Andrea: pochi i resti della medievale chiesa di sant'Andrea, ristrutturata e trasformata nel Settecento. È intatto il campanile secolo XIII in cui sono visibili frammenti romanici contraddistinti da figure zoomorfe. Nell'interno si conserva il trittico trecentesco del Salvatore, con il Cristo posto tra la Madonna e la vergine anagnina santa Secondina, nel retro delle tavole altri santi locali. Sotto il presbiterio è posta l'antica cappella nota con il nome di cripta di san Vito, alla quale si accede anche dall'interno. Notevole è il portale esterno della cripta, a sesto acuto con strombature modanate.
- Chiesa di Sant'Angelo, medioevale rimane solo l'abside fu ricostruita agli inizi del settecento. Parrocchia fin dal primo medioevo, dal 1574 è tenuta dai francescani conventuali che vivevano nell'annesso convento
- Chiesa di San Pancrazio: situata nel medievale quartiere Tufoli, la chiesa di San Pancrazio è stata ricostruita nella seconda metà del Settecento e conserva nell'interno pregevoli quadri e statue del sei-settecento.
- Monastero di San Pietro a Villamagna

### Architetture civili

#### Palazzo della Ragione

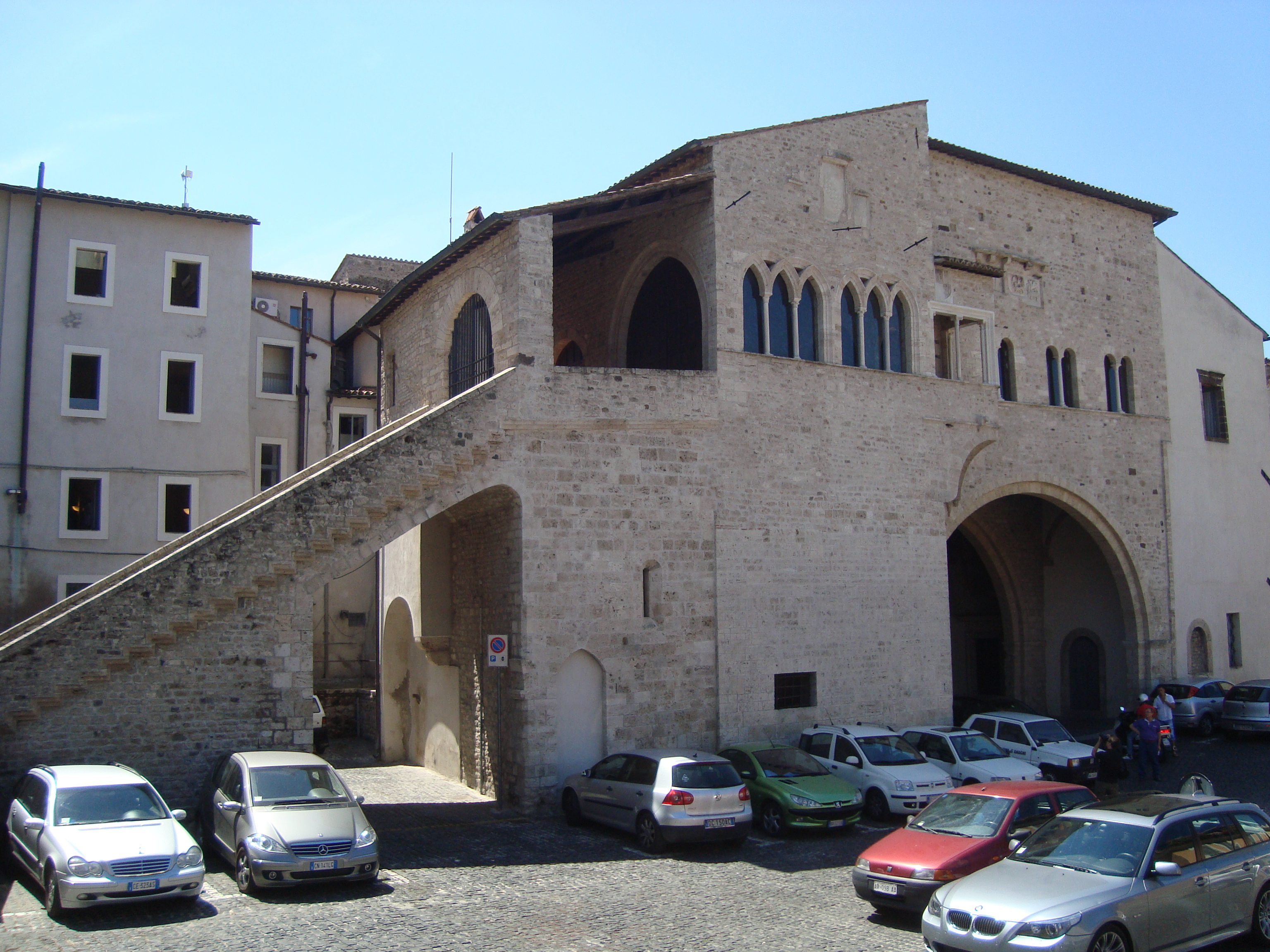
Palazzo della Ragione

Il palazzo comunale venne costruito nel 1163 dall'architetto bresciano Jacopo da Iseo, venuto ad Anagni qualche anno prima per costituire la Lega Lombarda. È formato dalla giustapposizione di due preesistenti edifici collegati tra loro da un imponente portico su cui poggia la grande "sala della Ragione". Sulla facciata nord si trovano la "loggetta del Banditore" e gli stemmi della città insieme a quelli della famiglia Orsini e della famiglia Caetani (la famiglia di Bonifacio VIII).

#### Palazzo del Museo Bonifacio VIII

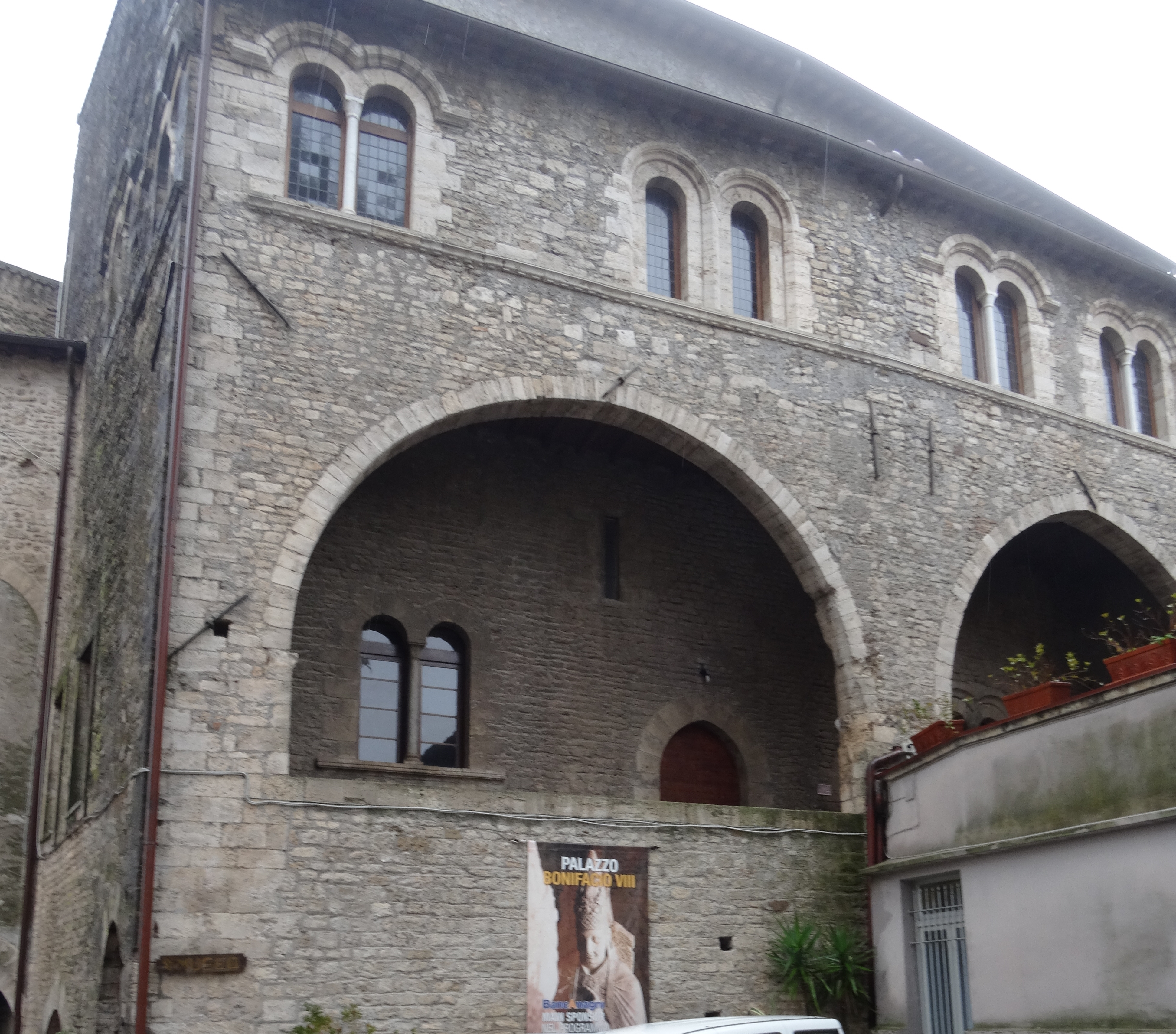
Il palazzo papale

Il palazzo, oggi noto come "Bonifacio VIII", è in realtà più antico del pontefice e già edificato per il papa Gregorio IX. Successivamente passato ai Caetani, conserva un museo dedicato al papa Caetani con copie di statue e riproduzioni fotografiche. All'interno sale affrescate tra le quali quella "dello Scacchiere", delle "oche" e del Giubileo.  Questo edificio, restaurato durante il Novecento, è stato poi parzialmente inglobato nella Casa madre delle Suore Cistercensi della carità che comprende anche la Casa dei De Mattia (discendenti di Gregorio IX) in cui abitò pure il nipote di Bonifacio VIII, Pietro II Caetani.

#### Casa Barnekow

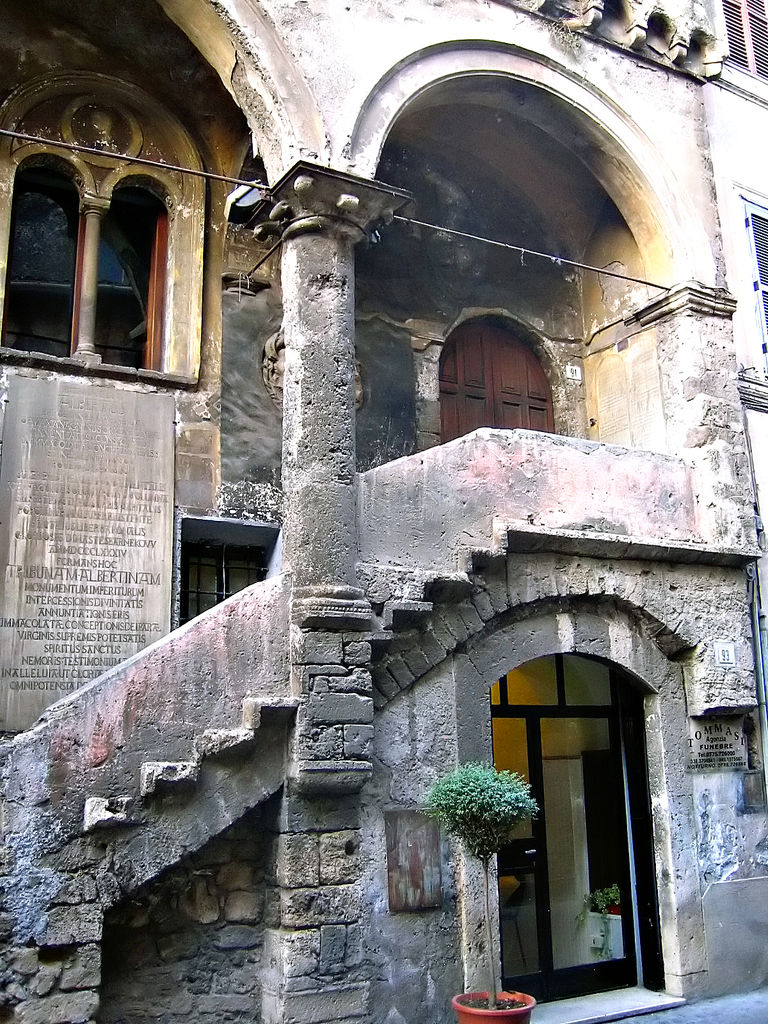
Casa Barnekow

Casa Gigli è un palazzetto di forme medievali, comprato e ristrutturato, verso la metà del XIX secolo, dal pittore svedese Albert Barnekow, da cui riprende il nome attuale.

#### Altre
- Porta Santa Maria: rappresenta l'ingresso ad est della città. Anticamente chiamata degli Idoli, era la porta d'accesso all'acropoli. Dopo il 1870 prese il nome di principe Umberto. L'attuale costruzione risale al 1564, al tempo del pontificato di Pio IV, come la porta di San Francesco. la porta poggia ad un fianco delle mura dell'acropoli che in questo tratto sono ancora ben conservate. Si osservano tre nicchioni con arco a doppia armilla. In particolare da notare il nicchione interno che forma un vano ora adibito a fontana. Anticamente si può ipotizzare essere stata una cappella votiva dedicata a qualche divinità arcaica.
- Porta San Francesco: la porta rappresenta l'ingresso a sud della città. la porta è stata ricostruita nel 1564, durante il pontificato di Pio IV, il cui stemma è visibile sulla fronte esterna. Sul fianco alcuni bassorilievi, uno con l'immagine di san Francesco testimonia la presenza nei paraggi di una chiesa e convento francescani sorti nel medioevo. L'altro stemma appartiene a Torquato Conti, capitano generale dello Stato Pontificio che diresse la difesa di Anagni durante la guerra di Campagna.
- Porta Tufoli; La porta si trova nella parrocchia di San Pancrazio, che corrisponde alla medievale contrada Tufoli. Attualmente non esiste più.
- Porta San Nicola. La porta si trova nel quartiere trivio nel rione di san Nicola. Attualmente se ne trovano soltanto alcune tracce
- Porta Cerere. Si erge all'ingresso ovest della città e ricorda nel nome l'omonima divinità latina; probabilmente nelle vicinanze si ergeva un antichissimo tempio dedicato alla dea. La porta antica fu ristrutturata nel 1564 ed era posta in posizione più arretrata rispetto all'attuale ma cadde definitivamente in rovina nel periodo napoleonico. La nuova porta, concepita nello stile neoclassico degli archi di trionfo, fu eretta nel 1841 su progetto dell'ing. Ernesto Martinelli.

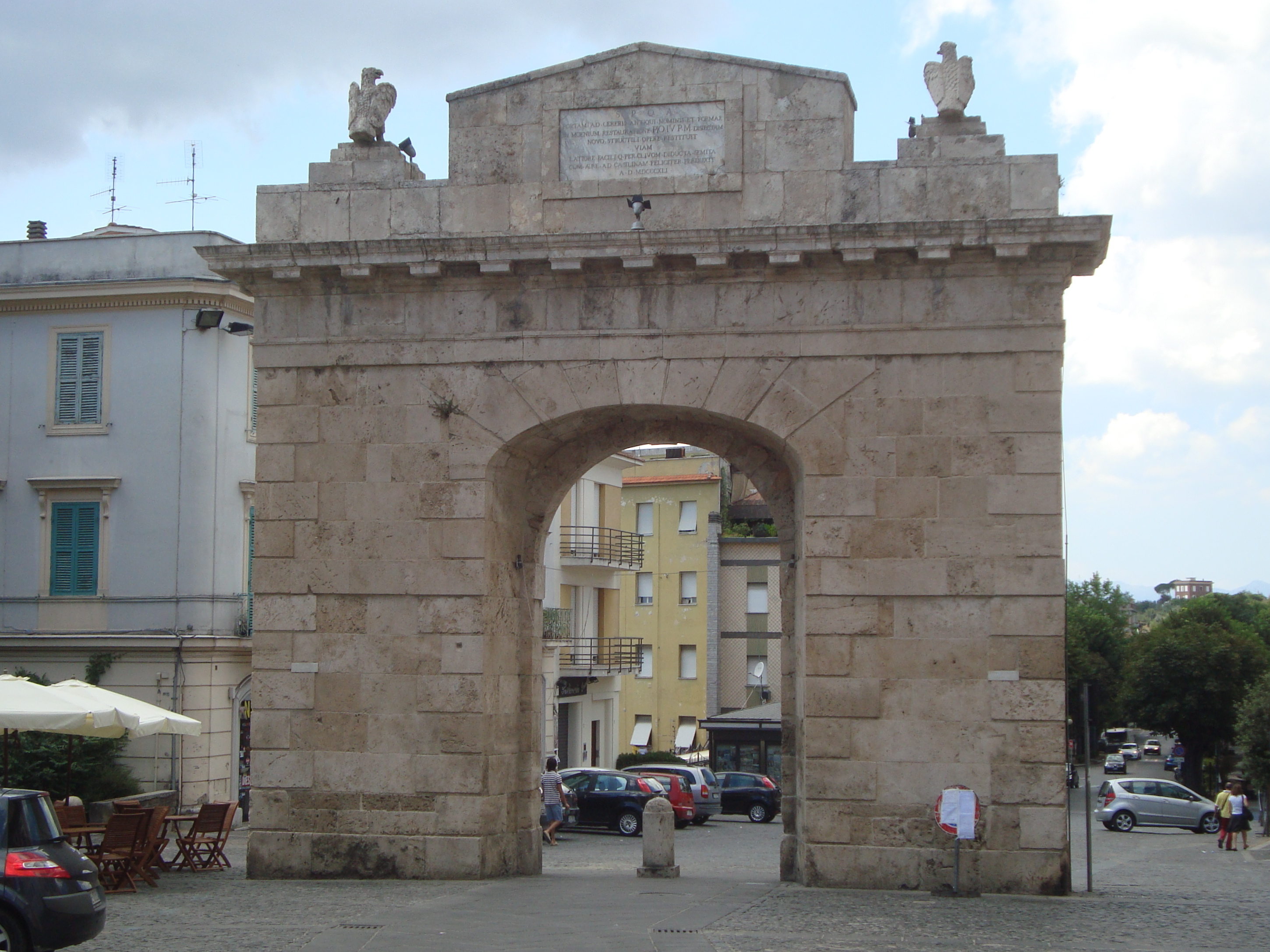
Porta Cerere

- Monumento ai caduti, in piazza Cavour, opera di Arno Volterani.
- Arcazzi di Anagni.
- Villa romana di Villa Magna.
- Casa Barnekow

### Architetture militari
- Castel San Giorgio.
- Le mura ciclopiche: Sono simili per forma e per funzione a quelle delle città circostanti come per esempio Alatri, Veroli e Ferentino. Ad Anagni le mura circondano la città medievale e delimitano quella che viene chiamata la via Circonvallazione (suddivisa poi convenzionalmente in nord e sud) che circonda la città. La funzione delle mura è quella difensiva. Possiamo notare come i blocchi che la formano sono di forma parallelepipeda di calcare, incastrati di testa e di taglio. All'interno sono state ritrovate tombe risalenti alla metà del IV secolo a.C. Le mura, soprattutto dalla parte del Parco della Rimembranza formano dei terrazzamenti, che assomigliano a “giardini pensili”. Sotto il pontificato di Papa Pio IV, le mura vennero restaurate. Lungo le mura fortificate dal Papa, si leggono ancora le iscrizioni che celebrano il Papa stesso. Le mura trovavano le aperture nelle porte che attualmente sono presenti ad Anagni: Porta Cerere, Porta Santa Maria e Porta San Francesco mentre Porta San Nicola e Porta Tufoli non sono più visibili se non pochi resti.

### Siti archeologici
- Necropoli di Casal del Dolce, un rilevante sito archeologico risalente al neolitico

## Società

### Evoluzione demografica
Abitanti censiti

### Tradizioni e folclore
Una delle tradizioni alla base di Anagni sono le sfilate medievali organizzate dall'Associazione Interparrocchiale Anagni Medievale (AIAM) che si svolgono nel periodo estivo nei mesi di luglio e agosto con lo scopo di celebrare i patroni della citté, San Magno e San Pietro Vescovo, ricollegandosi al periodo storico di massimo splendore della città ossia i secoli XII, XIII e XIV. Attualmente le contrade attive sono 10 ( anche se le fonti storiche ne attestano qualcuna in più) e i territori attuali non rispecchiano quelli originari dato che nel Medioevo esse erano tutte collocate nel centro storico e in piccoli borghi limitrofi (eccetto Tofano che è stata creata nel 2003 e non ha attestazione storica). Ogni contrada presenta delle figure di rilievo del periodo storico medievale. Le contrade attive in questo momento sono:
- Contrada Castello;
- Contrada Trivio;
- Contrada Tufoli;
- Contrada Colle Sant'Angelo;
- Contrada Cellere;
- Contrada Torre;
- Contrada Piscina;
- Contrada Valle.
- Contrada Portario
- Contrada Tofano (non originaria).

Oggi, in chiave inclusiva, ogni contrada corrisponde a una delle parrocchie dell'intero territorio comunale.
Le contrade si sfidano in due giochi storici: il Palio con l'arco dedicato a Chiara d'Assisi nel giorno della ricorrenza dell'11 agosto, e il Palio all'anello che solitamente chiude le tradizionali giornate.
- Presepe vivente di San Pancrazio (gennaio)
- Festival ernico-simbruino (giugno-luglio)
- San Magno e la sfilata delle contrade medievali (18-26 agosto)[chiarire con fonti terze e autorevoli la rilevanza storica di ciascuna tradizione]

## Clima
| Anagni              | Mesi | Mesi | Mesi | Mesi | Mesi | Mesi | Mesi | Mesi | Mesi | Mesi | Mesi | Mesi | Stagioni | Stagioni | Stagioni | Stagioni | Anno  |
| Anagni              | Gen  | Feb  | Mar  | Apr  | Mag  | Giu  | Lug  | Ago  | Set  | Ott  | Nov  | Dic  | Inv      | Pri      | Est      | Aut      | Anno  |
| ------------------- | ---- | ---- | ---- | ---- | ---- | ---- | ---- | ---- | ---- | ---- | ---- | ---- | -------- | -------- | -------- | -------- | ----- |
| T. max. media (°C)  | 9,7  | 11,2 | 13,4 | 16,8 | 21,5 | 25,7 | 29,3 | 29,4 | 25,6 | 20,1 | 14,5 | 10,7 | 10,5     | 17,2     | 28,1     | 20,1     | 19,0  |
| T. min. media (°C)  | 0,8  | 1,7  | 3,5  | 6,2  | 9,9  | 13,2 | 15,3 | 15,6 | 13,1 | 9,1  | 5,6  | 2,2  | 1,6      | 6,5      | 14,7     | 9,3      | 8,0   |
| Precipitazioni (mm) | 102  | 89   | 81   | 82   | 58   | 50   | 31   | 54   | 86   | 116  | 143  | 128  | 319      | 221      | 135      | 345      | 1 020 |

## Cultura

### Biblioteche
- Biblioteca comunale Antonio Labriola
- Biblioteca Claudiana

### Musei
Nel centro medievale della città si trovano il Museo della Cattedrale (MuCA), all’interno del quale è possibile visitare la celebre cripta, il Museo del Palazzo di Bonifacio VIII, dove si trova la sala dello schiaffo, ed è inoltre possibile visitare la casa-museo dello scultore Gismondi e Casa Barnekow, una pittoresca abitazione duecentesca, dalla facciata interamente affrescata, che ospitò Dante Alighieri durante la sua permanenza ad Anagni.
- Museo archeologico Ernico
- Museo Bonifaciano e del Lazio Meridionale
- Museo della Stampa

### Cucina
- Vini della Denominazione di origine controllata e garantita Cesanese del Piglio DOCG, prodotti nel territorio comunale, e in quelli limitrofi.
- Panpepato. Dolce a base di frutta secca e mosto cotto, con aggiunta di canditi, miele e cioccolato.
- Timballo alla Bonifacio. Tipico piatto locale a base di pasta all’uovo, carne, pomodoro e prosciutto.

## Geografia antropica

### Frazioni

#### Tufano
La contrada di Tufano si trova in una pianura al ridosso dei Monti Ernici. Presso il paese scorreva fino alla fine del XX secolo un fiume, piccolo affluente del Sacco, lungo le cui sponde è sorto l'odierno borgo..
La frazione è sede di una chiesa parrocchiale, la chiesa di Santa Maria Imperatrice,, la quale si estende su una porzione di territorio di circa 1 500 abitanti.. Vi ha sede una torre, antica fortificazione di origine romana, sorta come torre di avvistamento lungo la via Casilina, poi rafforzata con una piccola cinta muraria in epoca medievale (XIII secolo) e leggermente modificata nel XVI secolo con l'aggiunta, tra gli altri, dei beccatelli sommitali.
La manifestazione di carnevale, festa popolare di carattere dissacratorio, con la processione dei carri allegorici per la via del paese, è ritornata a Tufano nel 2014 dopo trentuno anni di assenza.

#### San Filippo
La contrada di San Filippo si erge su un piccolo altopiano e confina con i comuni di Piglio, Acuto, Ferentino e Paliano. La frazione, circondata da boschi che prendono il nome dei Santi patroni Filippo e Giacomo, è attraversata da un ruscello noto come Ju Rio, o semplicemente Rio.
Ad abbellire il confine con il Piglio contribuiscono i due laghetti naturali, a ridosso dei quali vi sono la Fontana Acetosa, adoperata in passato per l’approvvigionamento idrico della popolazione, e la Torre del Piano, elemento distinto e separato.
Il centro della località dista circa 4 km dalla via Anticolana, strada che collega a Fiuggi. Qui sorge la chiesa dei Santi Filippo e Giacomo Apostoli, costruita dai parrocchiani intorno al 1850. Il portone ed altri fregi della stessa sono opera del Maestro Scultore Egidio Ambrosetti, nativo di Anagni.
Dopo il 2010 si assiste alla realizzazione di una nuova chiesa, un complesso visibilmente più capiente e di fattezze moderne, che ospita l’immagine dei Santi patroni con ulteriori opere bronzee del Maestro sopracitato. La Parrocchia estende il suo protettorato ad una comunità di oltre 1 500 persone.

#### Osteria della Fontana (San Cesareo)
In questa località vi era l'antico sobborgo di San Cesareo con la chiesa dedicata a San Cesareo diacono e martire di Terracina, situata nella giurisdizione di Anagni, presso il lago di Chiarano. Questo borgo deve la sua origine ad una stazione di soldati pretoriani stabilita sotto gli Antonini per vigilare le strade durante il soggiorno di quelli a Villamagna. Qui i Pretoriani convivevano con le loro famiglie, come testimoniano iscrizioni sepolcrali quivi trovate. Durante il Medioevo questo borgo era conosciuto come “castrum S. Caesarii”; la chiesa in onore di San Cesareo venne edificata quando sulla via Labicana sorsero più edifici di culto a lui dedicati (ad Anagni la via Labicana, proprio in corrispondenza del Compitum Anagninum, presso l'Osteria della Fontana, si incontrava con la via Latina). Annessa a questa povera chiesa vi era l'antico ospizio dei Benedettini.

#### Ara la Stella
Località posta a nord del centro storico, sulla via provinciale che congiunge Anagni alla via Prenestina e quindi ad Acuto ed a Fiuggi. Situata ad una altitudine compresa tra i 460 e i 600 metri s.l.m. e adiacente alle contrade Monti Fucigno, San Filippo, Torricella-Quartaro, si estende attraverso i boschi del lato nordest del Comune di Anagni, fino ai confini con i comuni di Acuto, Fiuggi e Ferentino (enclave di Porciano). Ospita circa 100 residenti.

## Economia
Di seguito la tabella storica elaborata dall'Istat a tema Unità locali, intesa come numero di imprese attive, ed addetti, intesi come numero addetti delle unità locali delle imprese attive (valori medi annui).
|           | 2015                  |                              |                            |                |                       |                     | 2014                  |                | 2013                  |                |
| --------- | --------------------- | ---------------------------- | -------------------------- | -------------- | --------------------- | ------------------- | --------------------- | -------------- | --------------------- | -------------- |
|           | Numero imprese attive | % Provinciale Imprese attive | % Regionale Imprese attive | Numero addetti | % Provinciale Addetti | % Regionale Addetti | Numero imprese attive | Numero addetti | Numero imprese attive | Numero addetti |
| Anagni    | 1.530                 | 4,55%                        | 0,34%                      | 8.025          | 7,53%                 | 0,52%               | 1.505                 | 8.820          | 1.590                 | 9.291          |
| Frosinone | 33.605                |                              | 7,38%                      | 106.578        |                       | 6,92%               | 34.015                | 107.546        | 35.081                | 111.529        |
| Lazio     | 455.591               |                              |                            | 1.539.359      |                       |                     | 457.686               | 1.510.459      | 464.094               | 1.525.471      |

Nel 2015 le 1.530 imprese operanti nel territorio comunale, che rappresentavano il 4,55% del totale provinciale (33.605 imprese attive), hanno occupato 8.025 addetti, il 7,53% del dato provinciale; in media, ogni impresa nel 2015 ha occupato poco più di cinque addetti (5,25).

### Artigianato
Tra le attività economiche più tradizionali, diffuse e rinomate vi sono quelle artigianali, come l'arte del ricamo, del merletto e dell'intaglio, oltreché l'estrazione e la lavorazione del travertino, finalizzata ai settori dell'edilizia ed a quelli artistici, e infine la produzione di mobili in stile.

### Industria
Anagni si è affermata come centro commerciale ed è uno dei poli industriali più grandi del Lazio meridionale nonché uno dei più importanti del centro Italia.
L'industria cittadina è basata principalmente sulla presenza di grandi stabilimenti di multinazionali operanti principalmente nel settore delle ceramiche, dell'aerospazio e del chimico-farmaceutico. Quest'ultimo costituisce la colonna portante dell'economia cittadina: il distretto chimico-farmaceutico della città, infatti, è uno dei più importanti a livello nazionale e conta diverse migliaia di occupati.
La città inoltre è anche un importante polo logistico per l'Italia centrale ed è per questo sede di diversi centri logistici della grande distribuzione.

## Infrastrutture e trasporti

### Mobilità urbana
I collegamenti urbani sono garantiti dalle 10 linee urbane gestite dalla società "Corsi e Pampanelli"

### Mobilità extraurbana
I collegamenti sono garantiti dalle autolinee gestite dal COTRAL, che effettua collegamenti quotidiani con Roma, Frosinone, e altre località della provincia e della Regione.

### Ferrovie
Anagni è servita dalla ferrovia Roma-Cassino-Napoli con le stazioni di Anagni-Fiuggi e Sgurgola.

### Autostrade
Anagni è collegata con l'autostrada A1 Roma-Napoli tramite il casello autostradale di Anagni-Fiuggi Terme; il casello dista 27 km dalla diramazione di Roma sud. Entro il 2022 sarà collegata anche con l'autostrada Cisterna-Valmontone tramite i caselli di Valmontone e Colleferro e, sono in fase di avviamento i lavori per ampliare il casello di Anagni e portare a 4 corsie il tratto autostradale che va da Frosinone a San Cesareo.

### Strade
Il territorio anagnino è attraversato dalla Strada statale 6 Via Casilina e dalla Strada statale 155 per Fiuggi (via Anticolana) che collega il casello autostradale di Anagni con il centro termale di Fiuggi, inoltre le due arterie fungono da tangenziale alla città stessa nel tratto che va dal km 1 al km 6 della SS155/racc e dal km 59 al km 68 della SS6.

## Amministrazione
Nel 1927, a seguito del riordino delle Circoscrizioni Provinciali stabilito dal regio decreto Nº 1 del 2 gennaio 1927, per volontà del governo fascista, quando venne istituita la provincia di Frosinone, Anagni passò dalla provincia di Roma a quella di Frosinone.
| Periodo | Periodo   | Primo cittadino   | Partito      | Carica                    | Note |
| ------- | --------- | ----------------- | ------------ | ------------------------- | ---- |
| 1992    | 2001      | Bruno Cicconi     | PDS          | sindaco                   |      |
| 2001    | 2005      | Franco Fiorito    | AN           | sindaco                   |      |
| 2005    | 2006      | Carlo Noto        | CdL          | sindaco f.f.              |      |
| 2006    | 2014      | Carlo Noto        | PdL          | sindaco                   |      |
| 2014    | 2017      | Fausto Bassetta   | PD           | sindaco                   |      |
| 2018    | 2018      | Massimo di Donato |              | commissario straordinario |      |
| 2018    | in carica | Daniele Natalia   | FdI, Lsp, FI | sindaco                   |      |

### Gemellaggi
- L'Isle-sur-la-Sorgue[18]
- Gniezno[18]

### Altre informazioni amministrative
- Fa parte della Comunità montana Monti Ernici

## Sport

### Atletica leggera
- ASD Atletica Città dei Papi Anagni.[19]

### Calcio
Squadra della città è l'A.S.D. Città di Anagni Calcio, nata nel 2018 in seguito alla fusione tra le squadre Città di Anagni e Anagni Calcio, milita nella stagione 2022-2023 nel campionato maschile di Eccellenza.

### Pallacanestro
- A.S.D. Fortitudo Anagni MMX che, nel campionato 2019-2020, milita nel campionato maschile di Serie C Silver[22] e in quello dilettantistico femminile.[23]

### Pallavolo
- Volley4us che nel 2019-2020 milita nel campionato maschile di Serie C.[24]

### Tennis
È presente un circolo affiliato alla Federazione Italiana Tennis: ASD Anagni Tennis Center.

### Impianti sportivi
Anagni calcio ha uno stadio di 2.000 posti, compreso di due tribune (stadio Comunale Del Bianco di Anagni).
Anagni ha un palasport di 2.000 posti, con due tribune e due curve, la nord e la sud (palasport Tiziano Ciotti).